# Zwartkeelbriljantkolibrie
De zwartkeelbriljantkolibrie (Heliodoxa schreibersii) is een vogel uit de familie Trochilidae (kolibries). De vogel is genoemd naar de Oostenrijkse natuuronderzoeker Carl Franz Anton von Schreibers.

## Verspreiding en leefgebied
Deze soort komt voor in het westelijk Amazonebekken en telt twee ondersoorten:
- H. s. schreibersii: van zuidoostelijk Colombia tot oostelijk Ecuador, noordoostelijk Peru en noordwestelijk Brazilië.
- H. s. whitelyana: oostelijk Peru.